# Leichtathletik-Weltmeisterschaften 2022/Teilnehmer (Kamerun)
| Goldmedaillen | Silbermedaillen | Bronzemedaillen |
| ------------- | --------------- | --------------- |
| -             | -               | -               |

Der Leichtathletikverband von Kamerun meldete einen Athleten für die Teilnahme an den Leichtathletik-Weltmeisterschaften 2022 in Eugene.

## Ergebnisse

### Männer

#### Laufdisziplinen
| Athlet         | Disziplin | Vorlauf                           | Vorlauf                           | Halbfinale                        | Halbfinale                        | Finale                            | Finale                            |
| Athlet         | Disziplin | Zeit                              | Platz                             | Zeit                              | Platz                             | Zeit                              | Platz                             |
| -------------- | --------- | --------------------------------- | --------------------------------- | --------------------------------- | --------------------------------- | --------------------------------- | --------------------------------- |
| Emmanuel Eseme | 200 m     | nicht zum Wettbewerb angetreten 1 | nicht zum Wettbewerb angetreten 1 | nicht zum Wettbewerb angetreten 1 | nicht zum Wettbewerb angetreten 1 | nicht zum Wettbewerb angetreten 1 | nicht zum Wettbewerb angetreten 1 |